# ICE 1
ICE 1 är ett höghastighetståg som körs av Deutsche Bahn i Tyskland. ICE 1 är det första höghastighetståget i Deutsche Bahns höghastighetskoncept Intercity Express. Tågsätten består oftast av 2 drivenheter (littera 401) och 12-14 mellanvagnar. Totalt byggdes 120 drivenheter och 694 vagnar vilket blev 60 tågsätt.  ICE 1 blev testad i USA under 1993 vilket var samtidigt som X 2000 men USA valde att införskaffa Acela istället för ICE eller X 2000. I USA fick tågen endast köra i 220 km/h under reguljär användning. ICE 1 tågen blev inte bara testade i USA utan även i Sydkorea 1991 men de valde senare att införskaffa TGV istället för ICE. År 2000 kom de nya ICE 3 som klarar av hastigheter upp till 330 km/h och lutningar upp till 4 % vilket gjorde att ICE 3 började ersätta ICE 1 på de sträckor som består av branta lutningar.
|          | Accelerationstid från 0 | Accelerationssträcka från 0 |
| 100 km/h | 1m06s                   | 900 m                       |
| 200 km/h | 3m20s                   | 6850 m                      |
| 250 km/h | 6m20s                   | 18350 m                     |
| -------- | ----------------------- | --------------------------- |